# (5830) Simohiro
(5830) Simohiro (1991 EG) – planetoida z pasa głównego asteroid okrążająca Słońce w ciągu 3,43 lat w średniej odległości 2,27 j.a. Odkryta 9 marca 1991 roku.